# Courage Compétition

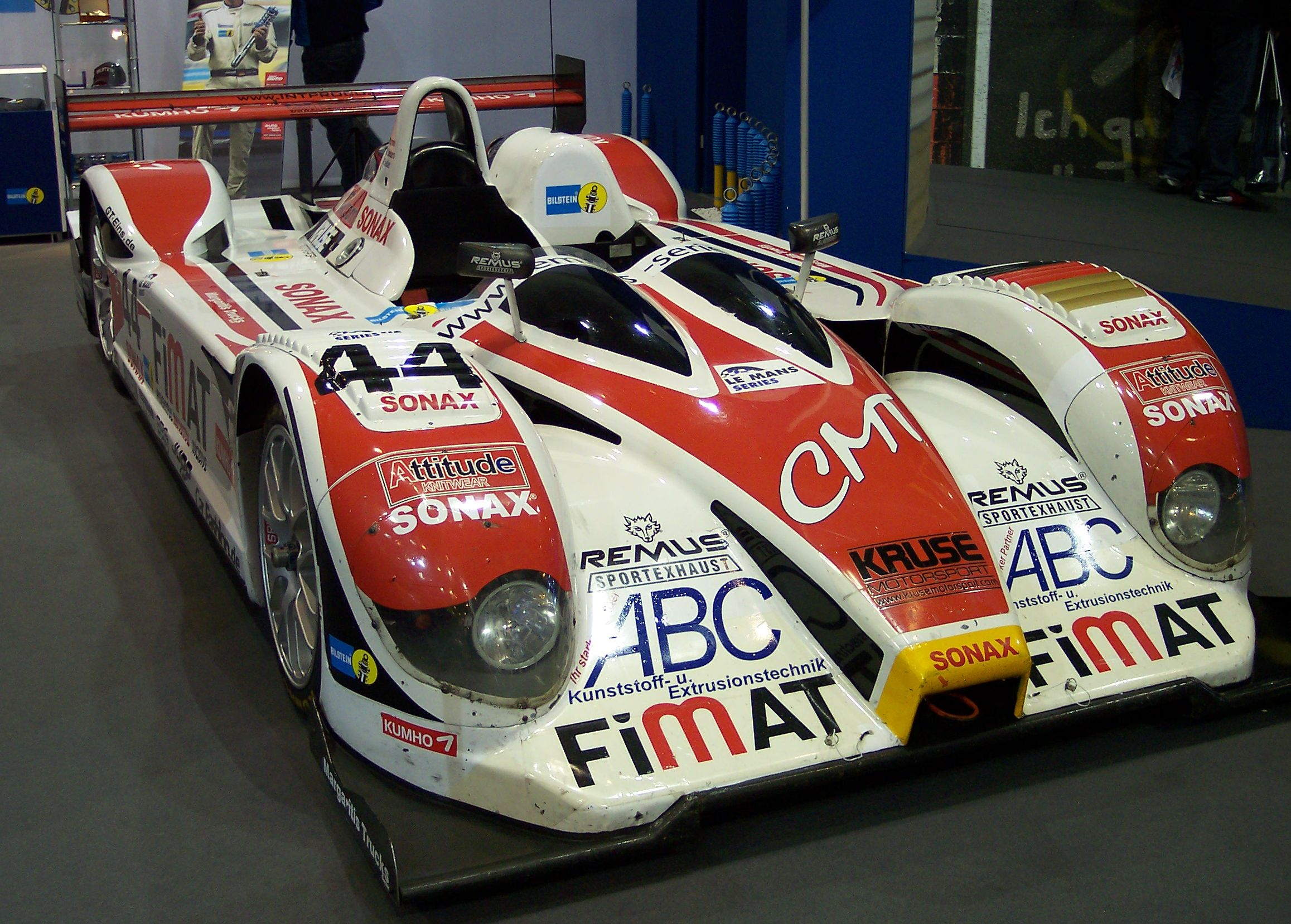
Courage C65 2003.

Courage Compétition var ett franskt racing-stall, som startades av racerföraren Yves Courage 1982. Företaget köptes upp av konkurrenten Oreca 2007.
Yves Courage började köra sportvagnsracing i slutet av 1970-talet. Efter att ha vunnit tvålitersklassen i Le Mans 24-timmars 1981 började han bygga egna bilar i staden Le Mans. I mitten av 1990-talet inleddes ett samarbete med racerföraren Henri Pescarolo som senare ledde till bildandet av stallet Pescarolo Sport.
Företaget köptes upp av Oreca som har fortsatt att utveckla Courages Le Mans Prototyper under eget namn.